# All Cannings
All Cannings est une paroisse civile et un village du Wiltshire, en Angleterre.